# Giorgio Brugnoli
Giorgio Brugnoli (Caserta, 28 ottobre 1924 – Roma, 11 luglio 2003) è stato un filologo italiano.
Noto soprattutto come latinista, pubblicò anche studi su scrittori italiani di età medievale.

## Biografia
Studiò a Roma e fu allievo, al liceo Visconti, di Raffaele Persichetti, maturando un impegno antifascista che lo portò a militare nelle file del partito d'Azione. Laureatosi alla Sapienza con il filologo classico Gino Funaioli, perfezionò i suoi studi nello stesso ateneo con Ettore Paratore. Fu docente incaricato di Letteratura latina nelle Università di Cagliari, di Chieti e di Lecce. Professore ordinario dal 1965, l'anno successivo si trasferì a Pisa, dove dapprima ebbe la cattedra Lingua e Letteratura latina nella Facoltà di Lingue e letterature straniere; insegnò poi Paleografia dei classici latini nella Scuola Normale Superiore. Nel 1988 rientrò a Roma per insegnare Filologia Italiana nell'Università di Tor Vergata.
Pubblicò edizioni critiche di Svetonio (De grammaticis, Leipzig, Teubner 1960), di Dante (Epistole a Cangrande, Milano-Napoli, Ricciardi 1979) e delle Vitae Vergilianae Antiquae (con Fabio Stok, Roma, Istituto Poligrafico dello Stato 1997).
Studi Suetoniani, pubblicata nel 1968, è una raccolta di saggi.
Scrisse voci dell'Enciclopedia Dantesca (1970-1976), dell'Enciclopedia Virgiliana (1984-1991) e dell'Enciclopedia Oraziana (1996-1997).
Numerosi studi sulla Commedia di Dante sono raccolti in Studi Danteschi (3 voll., Pisa, ETS 1998). Altri suoi scritti si trovano in Studi di filologia e letteratura latina, a cura di S. Conte e F. Stok (Pisa, ETS 2004).
La sua bibliografia, che conta 400 titoli, è pubblicata, assieme a saggi sulla sua opera, in Vediamo se sei filologo... Studi, interessi e curiosità di Giorgio Brugnoli, a cura di Riccardo Scarcia e Fabio Stok (Pisa, ETS 2007).